# Gilbert Bécaud
  Gilbert Bécaud    (Toló, 24 d'octubre de 1927 - Boulogne-Billancourt, 18 de desembre de 2001), nascut com François Gilbert Léopold Silly, va ser un cançoner francès. També va ser anomenat "Monsieur 100.000 Volt" pel seu temperament. Una de les seves marques era la seva corbata de lunars blancs amb el seu vestit blau.

## Biografia
Bécaud va aprendre a tocar el piano de petit. Després de la Segona Guerra Mundial, Bécaud va freqüentar elegants discoteques a la Rive Droite de París i va fer una gira per Amèrica del 1950 al 1952 com a acompanyant de piano de Jacques Pills. Durant aquest temps va compondre les seves primeres cançons, de les quals Pills va escriure la lletra, que aviat es va fer famosa i va ser interpretada per cantants com Dalida (Le jour où la pluie viendra / El dia que va ploure ), Frank Sinatra, Elvis Presley (Let It Be Me), Marlene Dietrich (Marie Marie) i molts altres. Édith Piaf va demanar a Bécaud que li escrivís una cançó.
El 1953 Bécaud va tenir el seu primer gran èxit propi. Com Jacques Brel, el seu avenç es va produir a l'Olympia de París, on va aparèixer un total de 33 vegades, la darrera vegada el 1999.
A partir de 1955 Bécaud també va treballar com a actor, entre altres coses. El 1957 va aparèixer al costat de Caterina Valente a la pel·lícula musical Casino de París i va compondre música de cinema. Com que Bécaud era millor cantant i component que escrivint lletres, va col·laborar amb els lletristes francesos Pierre Delanoë, Louis Amade i Vidalin. A partir de finals de la dècada de 1950, Bécaud va participar en gires de concerts arreu del món. Al començament d'una gira de concerts per Alemanya Occidental, el president federal Gustav Heinemann li va concedir l'Orde al Mèrit de la República Federal Alemanya de Primera Classe a principis d'octubre de 1973. L'última gran gira mundial el va portar al Canadà el 1998. L'òpera d'Aran de Becaud (L'òpera de l'illa d'Aran. Drama líric en dos actes; llibret de Jacques Emmanuel de Louis Amade i Pierre Delanoë) va arribar el 25 d'octubre de 1962 al Théâtre des Champs-Élysées de París sota el direcció musical de Georges Prêtre per a l'estrena.
La cançó de Becaud Le jour où la pluie viendra es va convertir en un èxit número u al Regne Unit com The Day the Rains Came de Jane Morgan i a Alemanya com Am Tag, als der Regen kam de Dalida.
Va publicar regularment nous àlbums fins a finals de la dècada de 1990. També va cantar alguns dels seus majors èxits, com Nathalie, en alemany.
Bécaud va donar els seus últims concerts el 24 de març de 2001 a Lille i el 15 de juliol de 2001 a Friburg de Brisgòvia. Bécaud havia estat a l'escenari durant més de 50 anys abans de morir de càncer de pulmó el 18 de desembre de 2001 a la seva casa flotant "Aran" al Sena, prop de París. Va ser enterrat al cementiri del Père-Lachaise. Després de la seva mort, el seu fill Gaya va publicar dos àlbums amb temes inèdits i noves versions de temes coneguts de Bécaud.
A partir de l'any 2001 també es van publicar diverses col·leccions de best-of. El 2011, EMI va llançar Le coffret essentiel, una caixa amb dotze àlbums originals i un extens llibret. El best-of alemany titulat Unsterblich – les seves millors cançons també va ser llançat al mateix temps per EMI. El 2012, Sony Music també va llançar un best-of: tres CD amb molts enregistraments en directe de la dècada de 1990, així com diversos enregistraments d'estudi.
La seva dona Kitty Bécaud va publicar la biografia del seu marit titulada Bécaud - La première idole el 2011.

## Els seus majors èxits
- Mes mains (1953)
- Je t’appartiens (1955)
- Les marchés de Provence (1957)
- Et maintenant (1961)
- Le jour où la pluie viendra (1957)
- Dimanche à Orly (1963)
- Au revoir (1963)
- Nathalie (1964)
- L’Orange (1964)
- T’es venu de loin (1964)
- Quand il est mort le poète (1965)
- Seul sur son étoile (1966)
- L’important c’est la rose (1967)

| - Je reviens te chercher (1967) - Monsieur Winter Go Home (1969) - La solitude ça n’existe pas (1970) - La maison sous les arbres (1971) - Un peu d’amour et d’amitié (1972) - L’indifférence (1977) - C’est en septembre (1978) - Désirée (1982) - Le retour (1987) | - Avec vingt ans de moins (1989) - Fais-moi signe (1989) - Il est à moi (l’Olympia) (1993) - De only you à maintenant (1995) - Ensemble (1996) - Faut faire avec (1999) - Je partirai (2002) - On marche (2002) - C’est quoi le temps (2005) |